# Pintheville
Pintheville est une commune française située dans le département de la Meuse, en région Grand Est.

## Géographie

### Hydrographie

#### Réseau hydrographique
La commune est dans le bassin versant du Rhin au sein du bassin Rhin-Meuse. Elle est drainée par le ruisseau de Bertrampont et le ruisseau de la Fontaine des Bussières,.
Le ruisseau de Bertrampont, d'une longueur de 10 km, prend sa source dans la commune de Ville-en-Woëvre et se jette  dans le ru de Butel à Parfondrupt, après avoir traversé trois communes. 

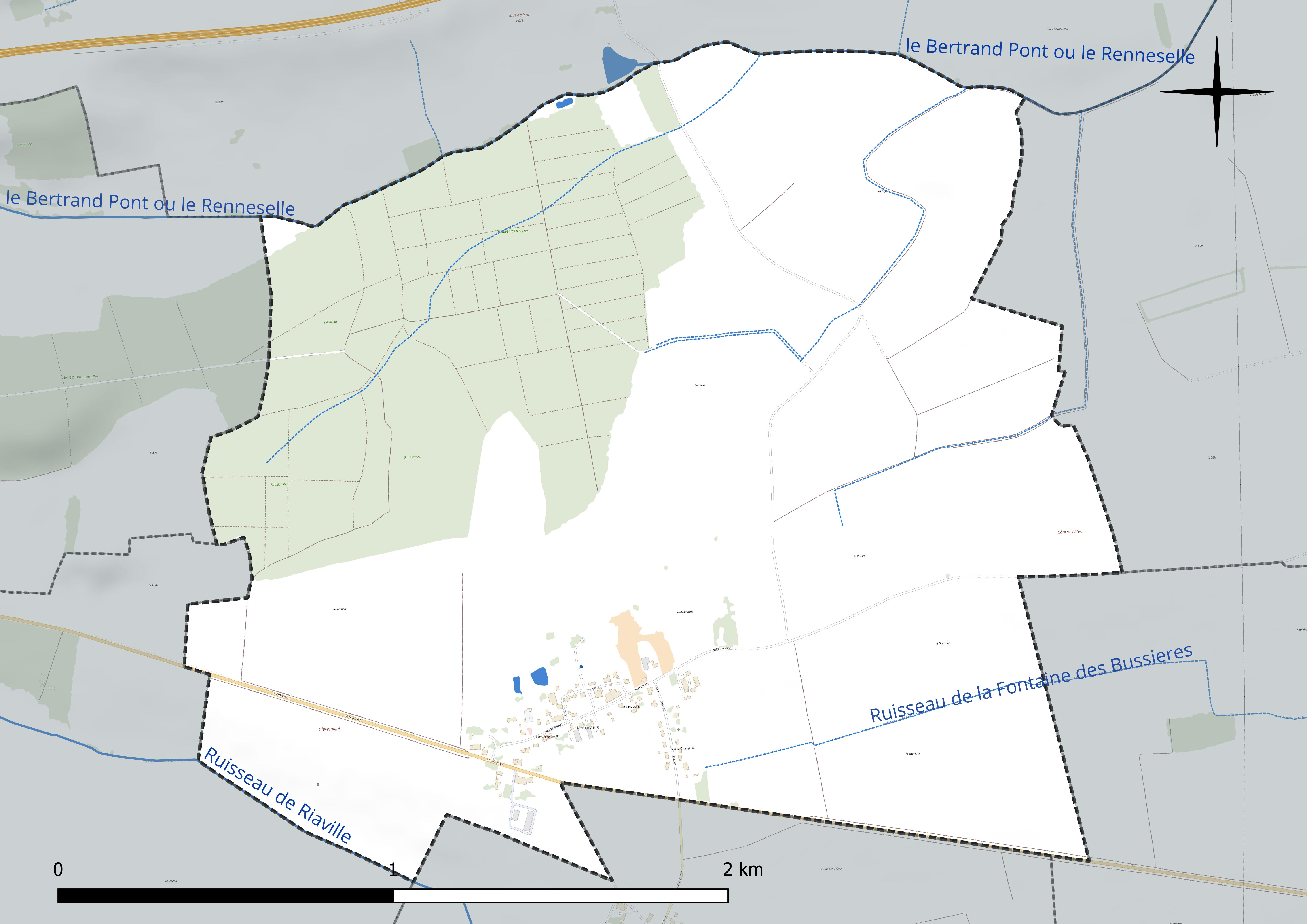
Réseau hydrographique de Pintheville.

#### Gestion et qualité des eaux
Le territoire communal est couvert par le schéma d'aménagement et de gestion des eaux (SAGE) « Bassin ferrifère ». Ce document de planification concerne le périmètre des anciennes galeries des mines de fer, des aquifères et des bassins versants hydrographiques associés qui s’étend sur 2 418 km2. Les bassins versants concernés sont celui de la Chiers en amont de la confluence avec l'Othain, et ses affluents (la Crusnes, la Pienne, l'Othain), celui de l'Orne et ses affluents et celui de la Fensch, le Veymerange, la Kiesel et les parties françaises du bassin versant de l'Alzette et de ses affluents (Kaylbach, ruisseau de Volmerange). Il a été approuvé le 27 mars 2015. La structure porteuse de l'élaboration et de la mise en œuvre est la région Grand Est. 
La qualité des cours d’eau peut être consultée sur un site dédié géré par les agences de l’eau et l’Agence française pour la biodiversité. 

### Climat
Pour des articles plus généraux, voir Climat du Grand Est et Climat de la Meuse.
En 2010, le climat de la commune est de type climat des marges montargnardes, selon une étude du Centre national de la recherche scientifique s'appuyant sur une série de données couvrant la période 1971-2000. En 2020, Météo-France publie une typologie des climats de la France métropolitaine dans laquelle la commune est exposée à un climat océanique altéré et est dans la région climatique  Lorraine, plateau de Langres, Morvan, caractérisée par un hiver rude (1,5 °C), des vents modérés et des brouillards fréquents en automne et hiver. 
Pour la période 1971-2000, la température annuelle moyenne est de 9,6 °C, avec une amplitude thermique annuelle de 16,4 °C. Le cumul annuel moyen de précipitations est de 859 mm, avec 13 jours de précipitations en janvier et 9,2 jours en juillet. Pour la période 1991-2020, la température moyenne annuelle observée sur la station météorologique de Météo-France la plus proche, « Bonzée_sapc », sur la commune de Bonzée à 5 km à vol d'oiseau, est de 10,6 °C et le cumul annuel moyen de précipitations est de 783,7 mm. 
La température maximale relevée sur cette station est de 40,6 °C, atteinte le 24 juillet 2019 ; la température minimale est de −17,3 °C, atteinte le 7 février 2012,,. 
Les paramètres climatiques de la commune ont été estimés pour le milieu du siècle (2041-2070) selon différents scénarios d'émission de gaz à effet de serre à partir des nouvelles projections climatiques de référence DRIAS-2020. Ils sont consultables sur un site dédié publié par Météo-France en novembre 2022.

## Urbanisme

### Typologie
Au 1er janvier 2024, Pintheville est catégorisée commune rurale à habitat dispersé, selon la nouvelle grille communale de densité à sept niveaux définie par l'Insee en 2022.
Elle est située hors unité urbaine et hors attraction des villes,.

### Occupation des sols
L'occupation des sols de la commune, telle qu'elle ressort de la base de données européenne d’occupation biophysique des sols Corine Land Cover (CLC), est marquée par l'importance des territoires agricoles (75,5 % en 2018), en augmentation par rapport à 1990 (69,5 %). La répartition détaillée en 2018 est la suivante : 
terres arables (69,1 %), forêts (24,5 %), zones agricoles hétérogènes (4,9 %), prairies (1,5 %). L'évolution de l’occupation des sols de la commune et de ses infrastructures peut être observée sur les différentes représentations cartographiques du territoire : la carte de Cassini (XVIIIe siècle), la carte d'état-major (1820-1866) et les cartes ou photos aériennes de l'IGN pour la période actuelle (1950 à aujourd'hui).

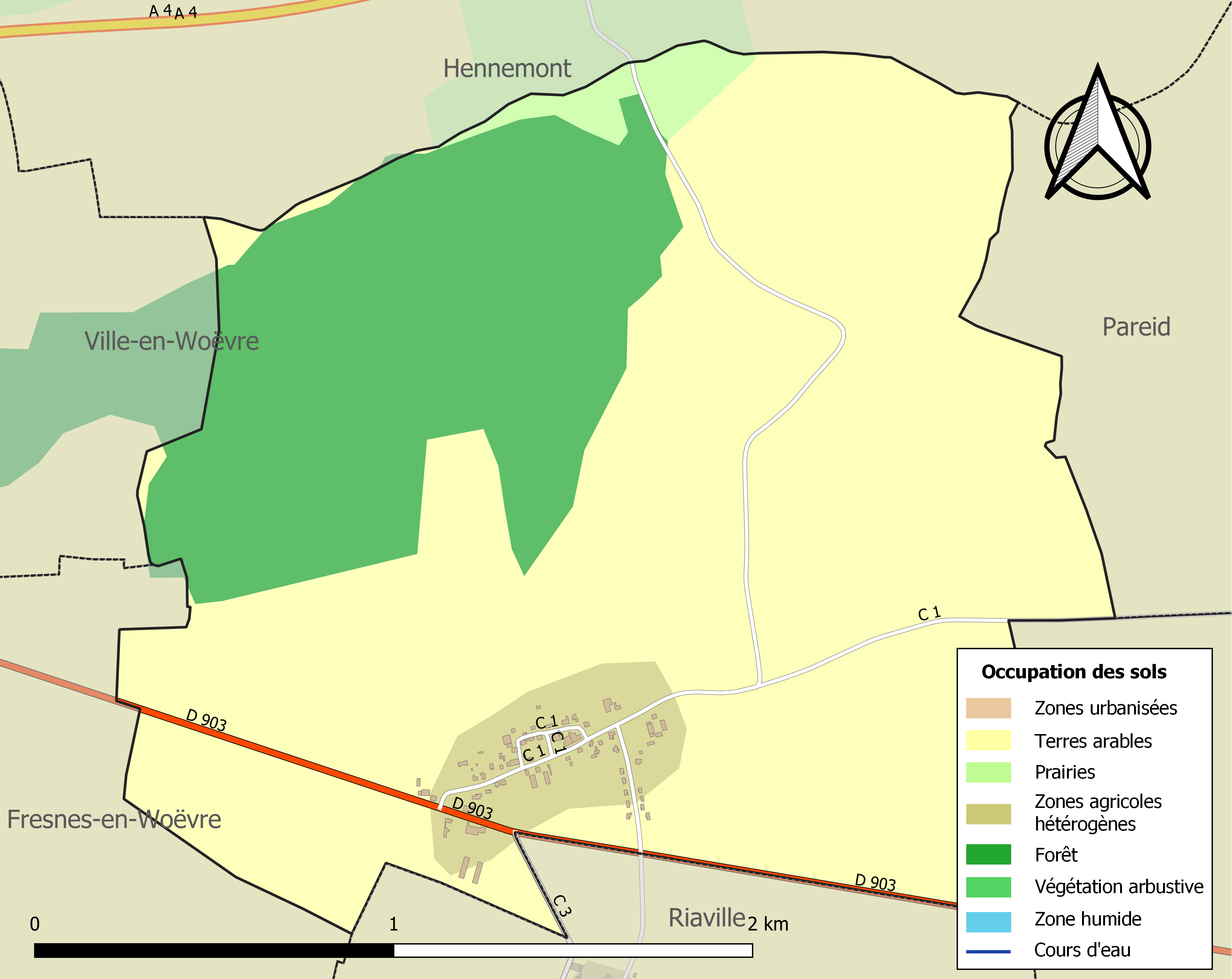
Carte des infrastructures et de l'occupation des sols de la commune en 2018 (CLC).

## Toponymie
Le nom de la localité est attesté sous les formes Piæ-villa (952) ; Picta-villa (1049) ; Pincta-villa (1127) ; Pinctei-villa (1165) ; Pinctavilla, Pincteville, Pinte-ville (1237) ; Pinteville (1275).

Piæ-villa en 952 peut se traduire par le « village de la pie ».

## Histoire
Autrefois, Pintheville a dû être une localité antique car à côté du   village subsistent toujours des ruines gallo romaines, vestiges d'un site d'occupation gallo-romaine du nom de Piae Villa.
Comme Riaville, Pintheville faisait partie de la paroisse d'Aulnois et les histoires de ces deux villages sont souvent liées.
En 1219, dans un manuscrit de la bibliothèque impériale, on apprend que le seigneur de Pintheville « devait la garde » à Hattonchâtel, c'est-à-dire à l'évêque de Verdun.
En 1358, les bans et finages de Pintheville, comme ceux de Riaville, sont cédés par l'évêque de Verdun à Thierry de Lenoncourt (le ban désigne le pouvoir de commandement du seigneur sur ses vassaux et le finage la circonscription sur laquelle ce seigneur a droit de juridiction). Les noms des seigneurs de Pintheville sont souvent liés à ceux de « de Watronville ». En 1738, l'évêque de Verdun — Liebaut de Cousance — affirme que Henri de Pintheville et Jean de Watronville lui ont pris la forteresse d'Hattonchâtel et l'ont vendue à Pierre de Bar. L'évêque la rachète à ce dernier.
On trouve d’autres noms de seigneurs de Pintheville : Gérard de Watronville qui, par son mariage avec Agnès la fille de Jean de Pintheville, devient seigneur de Pintheville et de Riaville tout comme Mathieu de Watronville, Jean-François puis François-Joseph décédé en 1768. D'autres familles sont connues : les « de Perelle », les « de La Ruelle ».
Les anciens ont souvent évoqué une fontaine miraculeuse, dite fontaine de la Pichée. On racontait alors que la Vierge y serait apparue.
Jeannine Preud'homme - extrait de Pintheville d'hier et d'haujourdhui - juin 2018

## Politique et administration
| Période                                  | Période  | Identité       | Étiquette | Qualité      |
| ---------------------------------------- | -------- | -------------- | --------- | ------------ |
| Les données manquantes sont à compléter. |          |                |           |              |
| mars 2017                                | mai 2020 | Thierry Chatté |           | Retraité     |
| mai 2020                                 | En cours | Alain Lambert  |           | Ancien cadre |

## Population et société

### Démographie

#### Évolution démographique
L'évolution du nombre d'habitants est connue à travers les recensements de la population effectués dans la commune depuis 1793. Pour les communes de moins de 10 000 habitants, une enquête de recensement portant sur toute la population est réalisée tous les cinq ans, les populations de référence des années intermédiaires étant quant à elles estimées par interpolation ou extrapolation. Pour la commune, le premier recensement exhaustif entrant dans le cadre du nouveau dispositif a été réalisé en 2007.

En 2022, la commune comptait 104 habitants, en évolution de −5,45 % par rapport à 2016 (Meuse : −4,4 %, France hors Mayotte : +2,11 %).
| 1793 | 1800 | 1806 | 1821 | 1831 | 1836 | 1841 | 1846 | 1851 |
| ---- | ---- | ---- | ---- | ---- | ---- | ---- | ---- | ---- |
| 150  | 182  | 222  | 206  | 254  | 254  | 263  | 261  | 259  |

| 1856 | 1861 | 1866 | 1872 | 1876 | 1881 | 1886 | 1891 | 1896 |
| ---- | ---- | ---- | ---- | ---- | ---- | ---- | ---- | ---- |
| 225  | 220  | 218  | 212  | 208  | 197  | 186  | 188  | 167  |

| 1901 | 1906 | 1911 | 1921 | 1926 | 1931 | 1936 | 1946 | 1954 |
| ---- | ---- | ---- | ---- | ---- | ---- | ---- | ---- | ---- |
| 155  | 155  | 126  | 70   | 74   | 51   | 57   | 65   | 56   |

| 1962 | 1968 | 1975 | 1982 | 1990 | 1999 | 2006 | 2007 | 2012 |
| ---- | ---- | ---- | ---- | ---- | ---- | ---- | ---- | ---- |
| 59   | 50   | 58   | 61   | 55   | 50   | 70   | 73   | 102  |

| 2017 | 2022 | - | - | - | - | - | - | - |
| ---- | ---- | - | - | - | - | - | - | - |
| 110  | 104  | - | - | - | - | - | - | - |

## Culture locale et patrimoine

### Lieux et monuments
- Église de l'Assomption-de-la-Vierge, la première détruite au XVIIe siècle, pendant la guerre de Trente Ans, la deuxième reconstruite en 1877 détruite en 1914-1918 et reconstruite après la Première Guerre mondiale.

### Héraldique
|  | Les armoiries de Pintheville se blasonnent ainsi : D'or au lion de gueules, armé et lampassé d'azur, tenant dans sa patte dextre un lis de jardin d'argent tigé et feuillé de sinople, à la fasce crénelée de quatre merlons de sable brochant sur le tout. Création Dominique Larcher. Adopté le 18 septembre 2015. |

### Personnalités liées à la commune
- Maurice Chambon (1889-1915) professeur de grec, sous-lieutenant au 120e régiment d'infanterie, tué à Pintheville le 10 avril 1915. Son nom est inscrit au Panthéon dans la liste des 560 écrivains morts pour la France.